# Vom Steinhaus (Hannover)

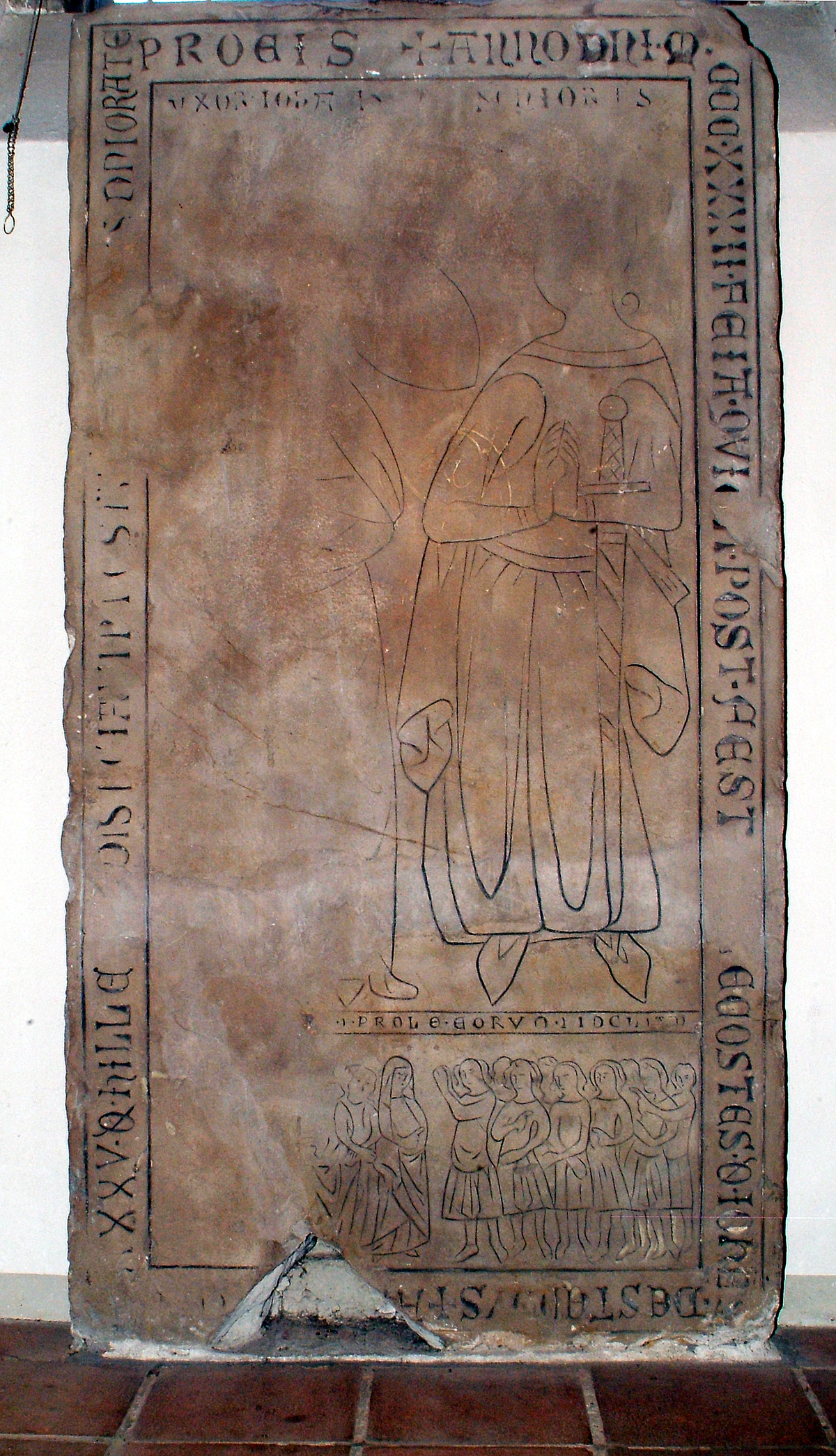
Grabplatte von Johannes de Lapideo Domo Senior und seiner Witwe Hildegardis, Ritzzeichnung 14. Jahrhundert, Kreuzkirche

Das Geschlecht derer vom Steinhaus (auch: Steinhus oder de Stenhus) gehört zu den ältesten  Patrizierfamilien der Stadt Hannover.

## Geschichte
Bereits in der Bestätigung der Stadtrechte der Stadt Hannover vom 26. Juni 1241 wird ein
Johannes de Lapidea domo genannt. „Die Familie dürfte also schon in der ersten Hälfte des 13. Jahrhunderts ein steinernes Wohnhaus, vielleicht das älteste in der Stadt, besessen haben.“
Wenige Jahre später, „in einer vermutlich aus dem Jahre 1255 stammenden Urkunde“, sowie in einer Urkunde vom 25. September 1299, wird ein Johannes de Lapideo Domo als „consul“ tituliert, die damalige Bezeichnung für einen Rat der Stadt.
Im 14. Jahrhundert tauchen in zahlreichen Urkunden die Namen weiterer Familienmitglieder auf, die dort als Bürger („civis“ oder „burgensis“) oder auch als Ratsherren erwähnt sind.
Dem Johannes vom Steinhaus dem Älteren („Johannes de Lapidea Domo senior“) beispielsweise übertrug der Stadtrat am 6. März 1323 das Recht des Patronats über einen von ihm in der Nikolaikapelle dotierten Hochaltar. Die Grabplatte seiner Familie gelangte später in das Minoritenkloster innerhalb der Stadtbefestigung Hannovers (an der Stelle des heutigen Leineschlosses beziehungsweise des Niedersächsischen Landtags) und findet sich heute in der Kreuzkirche in der Altstadt von Hannover.

## Wappen und Siegel
Das Wappen beziehungsweise das Siegel der Familie zeigt die Front eines schmalen Steinhauses mit Treppengiebel. Bekannt ist ein auf der Spitze stehendes dreieckiges Wappen mit abgerundeten Schenkeln und der Umschrift „CONRADI DE STHEHNHUS + S“.

## Stenhusenstraße
Die 1929 angelegte Stenhusenstraße im hannoverschen Stadtteil Kleefeld ehrt die Bürgerfamilie mit ihrer Namensgebung.